# Christopher Felix
Christopher Robin Felix (* 27. Mai 1964 in Bramalea, Ontario) ist ein ehemaliger kanadischer Eishockeyspieler, der in der National Hockey League für die Washington Capitals sowie in der Deutschen Eishockey Liga für die Adler Mannheim und die Kaufbeurer Adler spielte.

## Karriere
Der 1,80 m große Verteidiger begann seine Karriere bei den Sault Ste. Marie Greyhounds in der kanadischen Juniorenliga OHL, bevor er 1988 von den Capitals als ungedrafteter Free Agent verpflichtet wurde.
Für die Hauptstädter absolvierte der Rechtsschütze bis 1991 35 Spiele in der höchsten nordamerikanischen Profiliga, die meiste Zeit verbrachte er jedoch bei den Fort Wayne Komets und den Baltimore Skipjacks, zwei Washington-Farmteams aus der IHL bzw. der AHL. Zur Saison 1991/92 wechselte Felix zum Innsbrucker EV in die Österreichische Bundesliga, eine weitere Station in Österreich war der Klagenfurter AC, den er 1995 in Richtung HC Servette Genève in die Schweizer Nationalliga B verließ.
Nach einem einjährigen Engagement bei Tampereen Ilves in der finnischen SM-liiga unterschrieb der Kanadier zur Saison 1997/98 einen Vertrag bei den Kaufbeurer Adlern, die er jedoch noch während der Saison verließ, um die Spielzeit beim Ligakonkurrenten und amtierenden Deutschen Meister aus Mannheim zu beenden. Mit den Adlern gewann Felix erneut die Meisterschaft und ging dann zurück nach Nordamerika, wo er für verschiedene Minor-League-Teams spielte und seine Karriere 2001 beendete.

## Erfolge und Auszeichnungen
- 1984 OHL Third All-Star Team
- 1996 Spengler-Cup-Gewinn mit dem Team Canada
- 1998 Deutscher Meister mit den Adler Mannheim

## Karrierestatistik
(Legende zur Spielerstatistik: Sp oder GP = absolvierte Spiele; T oder G = erzielte Tore; V oder A = erzielte Assists; Pkt oder Pts = erzielte Scorerpunkte; SM oder PIM = erhaltene Strafminuten; +/− = Plus/Minus-Bilanz; PP = erzielte Überzahltore; SH = erzielte Unterzahltore; GW = erzielte Siegtore; 1 Play-downs/Relegation; Kursiv: Statistik nicht vollständig)